# Larva (album)
Pour les articles homonymes, voir Larva (Jaén).
Albums de Eivør Pálsdóttir
Eivör Live
(2009)
Larva est le huitième album (et septième album studio) de la chanteuse féroïenne Eivør Pálsdóttir. Il est sorti en 2010 (le 12 mai aux Îles Féroé, le 4 octobre au Danemark, dans une version légèrement différente : le titre Monster qui figurait sur Eivør EP a été ajouté en remplacement de So close to being free, et l'ordre des pistes a été modifié).
Changeant radicalement de style par rapport aux albums précédents, Eivør s’éloigne du folklore de ses débuts et offre avec Larva un étonnant mélange de genres, combinant musique indienne, pop, trip-hop, ambiant, rock, techno, acid jazz et musique classique. Elle reprend notamment Hounds of Love, un succès de Kate Bush sorti en 1985.
Certaines chansons ont été arrangées par le compositeur classique féroïen Tróndur Bogason. L’ensemble musical islandais Caput, l’ensemble vocal féroïen Mpiri et un chœur d’enfants de Gøta, la ville natale d’Eivør, ont également participé à l’enregistrement de cet album.

## Liste des titres
Version FO
| No  | Titre                       | Durée |
| --- | --------------------------- | ----- |
| 1.  | Undo Your Mind              | 4:16  |
| 2.  | Fill the Air                | 3:38  |
| 3.  | Wall of Silence             | 3:50  |
| 4.  | All Blue                    | 5:21  |
| 5.  | Waves and the Wind          | 4:27  |
| 6.  | Is It Cold Outside          | 4:15  |
| 7.  | Even If the Sun Don't Shine | 4:38  |
| 8.  | Hounds of Love              | 3:44  |
| 9.  | Vøka                        | 4:10  |
| 10. | So Close to Beeing Free     | 4:37  |
| 11. | Stay in the Light           | 2:50  |

Version DK
| No  | Titre                       | Durée |
| --- | --------------------------- | ----- |
| 1.  | Undo Your Mind              | 4:16  |
| 2.  | Fill the Air                | 3:38  |
| 3.  | Wall of Silence             | 3:50  |
| 4.  | All Blue                    | 5:21  |
| 5.  | Waves and the Wind          | 4:27  |
| 6.  | Monster                     | 2:23  |
| 7.  | Hounds of Love              | 3:44  |
| 8.  | Vøka                        | 4:10  |
| 9.  | Even if the Sun Don't Shine | 4:39  |
| 10. | Is It Cold Outside          | 4:15  |
| 11. | Stay in the Light           | 2:50  |